# Fujiwara no Koretada
Fujiwara no Koretada conosciuto anche come Fujiwara no Koremasa o Kentokuko, Ichijō Sesshō e Mikawa-kō (藤原 伊尹; 924 – Kyōto, 9 dicembre 972) è stato un poeta, nobile e politico giapponese del medio periodo Heian.
Le sue poesie furono pubblicate in The Collected Poems of the First Ward Regent, nella collezione privata Ichijō Sesshō Gyoshū e in Hyakunin Isshu (poesia n° 45).

## Genealogia
Membro del clan Fujiwara era il figlio maggiore di Fujiwara no Morosuke e divenne capo del ramo Hokke del clan dopo la morte di suo zio Saneyori nel 970.
Koretada aveva quattro fratelli: Kaneie, Kanemichi, Kinsue, e Tamemitsu.

## Carriera
L'imperatore Murakami nominò Koretada conservatore della poesia giapponese nel 951. Servì come ministro durante il regno dell'imperatore En'yū.
Nel 970 Koretada fu nominato udaijin. Dopo la morte di Fujiwara no Saneyori (970), viene nominato sesshō (reggente). Nel 971 assume la carica di daijō daijin. Mentre era in questa veste, ha supervisionato l'incoronazione dell'imperatore En'yu (972).
Koretada morì all'età di 49 anni nel 972, insignito postumo del titolo di Mikawa-kō. Il suo corpo fu sepolto nel recinto del tempio Tenan-ji fuori Saikyo (il predecessore del tempio Hokongo-in a Futagaoka, nel quartiere di Ukyo).
La conseguenza immediata della morte di Koretada fu un periodo di intensa rivalità tra i suoi fratelli Kanemichi e Kaneie.
Suo nipote era Fujiwara no Yukinari, famoso come calligrafo, e i suoi discendenti fecero della calligrafia la professione della famiglia Sesonji.